# Fran Levstik

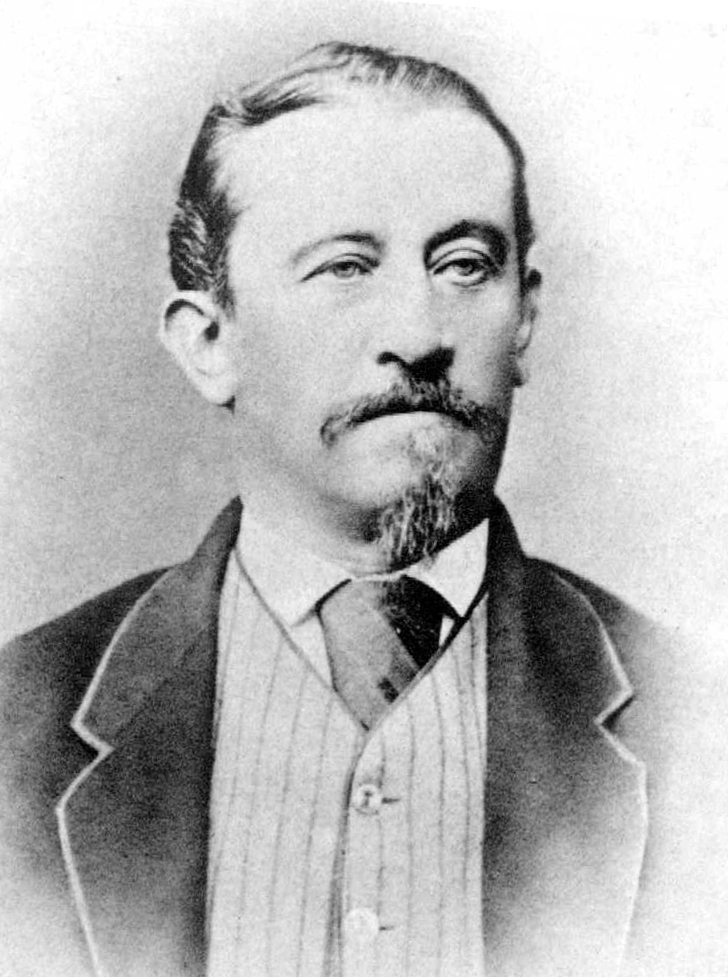
Fran Levstik

Fran Levstik (* 28. September 1831 in Dolnje Retje, heute Gemeinde Velike Lašče, Slowenien; † 16. November 1887 in Ljubljana, Österreich-Ungarn) war ein slowenischer Schriftsteller, Sprachforscher und Kulturpolitiker.

## Leben
Fran Levstik wurde in eine Bauernfamilie geboren. Aufgrund seiner hervorragenden schulischen Leistungen ermöglichte ihm sein Vater den Besuch des Gymnasiums in Ljubljana, Levstik bestand die Reifeprüfung jedoch aus ungeklärten Gründen nicht. 1854 begann er als Stipendiat der Deutschen Ritterordens in Olmütz ein Theologiestudium, das er bereits im folgenden Jahr wegen einer Beschwerde des Katecheten Anton Globočnik aus Ljubljana über seine Gedichtsammlung Pesmi (1854, Gedichte) abbrechen musste. Globočnik warf Levstiks Gedichten Blasphemie und Anstößigkeit vor. Levstik ging daraufhin nach Wien, wo er Vorträge von Fran Miklošič hörte und Vuk Karadžić traf. Noch im selben Jahr kehrte er in seine Heimat zurück und arbeitete fortan als Hauslehrer an verschiedenen Orten. Von 1861 bis 1862 war er Sekretär des slawischen Lesesaals in Triest und ab 1863 Redakteur der politisch liberalen Zeitung Naprej unter der Leitung von Miroslav Vilhar. Nach einem Jahr wurde die Zeitung aufgrund ihrer Kritik an der politischen Situation eingestellt und Vilhar zu einer kurzen Haftstrafe verurteilt. 1864 wurde er Sekretär der Slowenischen Gesellschaft für Wissenschaft und Kultur (Slovenska matica) in Ljubljana. Levstik eckte in Ljubljana aufgrund seiner liberalen politischen Gesinnung ständig an. Er war Leitfigur der Bewegung der sog. Mladoslovenci (Jungslowenen), die mit den konservativen Staroslovenci (Altslowenen) konkurrierten. 1870 ging Levstik daher zurück nach Wien und gab 7 Ausgaben des Satiremagazins Pavliha heraus, das ebenfalls Polemiken hervorrief und aufgrund von Mangel an Abonnenten eingestellt wurde. 1872 erhielt er mit Hilfe von Fran Miklošič und Gottfried Muys, des damaligen Leiters der Lyzeumbibliothek Ljubljana, ebendort eine Stelle als Bibliothekar, die er bis zu seinem Tod innehatte. Nach seiner Rückkehr nach Ljubljana zog sich Levstik zwar vollständig aus dem öffentlichen und politischen Leben zurück, arbeitete jedoch weiter im Dienste der sich damals entscheidend formierenden slowenischen Sprache und förderte ebenfalls aktiv die weitere Entwicklung der slowenischen Literatur. Er widmete sich sprachwissenschaftlichen Fragen sowie der Redaktion literarischer und anderer Texte. Seine letzten Lebensjahre waren von schwerer Krankheit gezeichnet, der er letztlich erlag. Fran Levstik wurde auf dem St. Christoph-Friedhof beerdigt.

## Werk
Levstik gilt als einer der wichtigsten politischen und kulturellen Akteure der 2. Hälfte des 19. Jahrhunderts in den damaligen slowenischen Gebieten. Sein literarisches Schaffen umfasst zahlreiche Textsorten, u. a. Lyrik, Erzählungen, Dramatik und Essayistik. Levstiks Lyrik ist dem Realismus zuzuordnen und von seinen Bemühungen um die slowenische Schriftsprache gezeichnet, was ihren künstlerischen Wert jedoch einschränkt. Sein Wirken war wesentlich von Ideen der Aufklärung und Vorromantik gezeichnet. In seinem berühmten Text Popotovanje iz Litije do Čateža (1858, Wanderung von Litija nach Čatež) entwarf er ein dementsprechendes literarisches Programm für die slowenische Literatur. Diese solle Stoffe aus dem bäuerlichen Leben enthalten, da Slowenen in den damaligen slowenisch besiedelten Gebieten zum größten Teil die Landbevölkerung darstellten und somit nicht mit Stoffen aus dem bürgerlichen Milieu vertraut waren. Dementsprechend sollen die Texte in einer volksnahen Sprache verfasst werden, da das damalige Slowenische bürgerlichen Stoffen nicht gerecht werden könne. Trotz seiner Bekanntheit fand das Programm keine namhaften Anhänger, einzig Josip Jurčič, Autor des ersten slowenischen Romans Deseti brat (1866, Der zehnte Bruder), gilt als Schüler Levstiks. Letzterer selbst folgte diesem Programm lediglich in seiner berühmten Erzählung Martin Krpan (1858), in der er einen literarischen Helden aus dem bäuerlichen Umfeld schuf. Der Text ist als Allegorie auf die Folgen der Revolution von 1848 zu verstehen, als der ungarische Aufstand mithilfe der slawischen Länder niedergeschlagen wurde, letztere jedoch keinen Dank dafür erhielten. Zusammen mit Josip Jurčič veröffentlichte Levstik 1876 die erste slowenische Tragödie Tugomer. Dies ist Levstiks einziger längerer Dramentext.
Levstik war der bedeutendste Literaturkritiker seiner Zeit. In seinem Aufsatz Napake slovenskega pisanja (1858, Fehler beim Schreiben in slowenischer Sprache) kritisierte er die damalige Literatursprache, die seiner Meinung nach zu sehr am Deutschen orientiert war und sich dem Slawischen nähern müsse. Dies stellte sein Leitmotiv bei der Beurteilung literarischer Texte dar, womit es ihm tatsächlich gelang, auf die weitere Entwicklung der slowenischen Literatursprache einzuwirken.
In seinem Opus finden sich auch Texte für Kinder,  u. a. eines der bekanntesten slowenischen Märchen Kdo je napravil Vidku srajčico (1877, Wer hat Videk das Hemd gemacht). 

## Gedenken
Seit 1949 wird in Slowenien der Levstik-Preis für Verdienste auf dem Gebiet der Kinderliteratur verliehen.
Der ursprünglich St. Jakob gewidmete Platz an der St.-Jakobs-Kirche im Zentrum von Ljubljana trägt heute den Namen Levstik-Platz (Levstikov trg), ebenso die Levstikova ulica daselbst.

## Übersetzungen ins Deutsche

### Martin Krpan
- Martin Krpan und der Riese von Wien. Eine volkstümliche Erzählung aus der Habsburgerzeit. Klagenfurt/Celovec: Mohorjeva/Hermagoras, 2020. Übersetzt von Adrian Kert.
- Martin Krpan. Ljubljana: Prešernova družba, 2004. Übersetzt von Fabjan Hafner.
- Martin Schtamm. Ljubljana: Karantanija, 1997. Ins Berndeutsche übersetzt von Ernst Weber.
- Martin Krpan und der Riese von Wien. Eine volkstümliche Erzählung. Klagenfurt u. a.: Hermagoras, 1992. Aus dem Slowenischen übertragen und neu bearbeitet von Marica Kulnik.
- Martin Krpan. Klagenfurt: Drava, 1983. Übersetzt von Helga Mračnikar.